# Châteauneuf-sur-Isère
Châteauneuf-sur-Isère är en kommun i departementet Drôme i regionen Auvergne-Rhône-Alpes i sydöstra Frankrike. Kommunen ligger i kantonen Bourg-de-Péage som tillhör arrondissementet Valence. År 2022 hade Châteauneuf-sur-Isère 4 159 invånare.

## Befolkningsutveckling
Antalet invånare i kommunen Châteauneuf-sur-Isère
Referens:INSEE